# Fairmont (Nebraska)
Fairmont – wieś w Stanach Zjednoczonych, w stanie Nebraska, w hrabstwie Fillmore.